# Bombus affinis
Bombus affinis is een vliesvleugelig insect uit de familie bijen en hommels (Apidae). De wetenschappelijke naam van de soort is voor het eerst geldig gepubliceerd in 1863 door Cresson.
Deze hommelsoort, in de Verenigde Staten bekend als "rusty patched bumble bee" wegens de roodachtige vlek op zijn achterlijf, is daar sinds 11 januari 2017 beschermd onder de Endangered Species Act. Dit is de eerste keer dat een wilde bijensoort op het vasteland van de V.S. beschermd wordt door deze wet. Deze opmerkelijke beslissing werd genomen door de United States Fish and Wildlife Service omdat de soort op het punt van uitsterven staat.
De soort geldt als ernstig bedreigd (kritiek) op de Rode Lijst van de IUCN.